# 3 Eskadra Lotnictwa Transportowo-Łącznikowego
3 Eskadra Lotnictwa Transportowo-Łącznikowego (3 eltł) – pododdział Wojsk Lotniczych.

## Formowanie
W maju 1999 roku na bazie 44 eskadry lotniczej podległej bezpośrednio dowództwu 3 Korpusu Obrony Powietrznej oraz 11 eskadry DWLOP, sformowana została 3 Eskadra Lotnictwa Transportowo-Łącznikowego.
W kwietniu 2007 roku eskadra została podporządkowana 3 Brygadzie Lotnictwa Transportowego.
W 2009 roku eskadra została rozformowana.

## Dowódcy eskadry
Wykaz dowódców eskadry podano za: Józef Zieliński [red.]: Polskie lotnictwo wojskowe 1945-2010. s. 171.
- ppłk pil. Zbigniew Bałowski (1999 - 2002)
- mjr dypl. pil. Marian Lisiecki (2002 - 2008)
- mjr pil. Aleksander Gorzula (2008 - 2010)